# Grupa Alfa

Oznaka rozpoznawcza Grupy A

Grupa Alfa, Grupa A (obecna nazwa rosyjska Управление «А» Центра специального назначения Федеральной службы безопасности Российской Федерации) – rosyjska jednostka sił specjalnych, kontrterrorystyczna, działań specjalnych utworzona 29 lipca 1974 r. z inicjatywy KGB. Powstanie jednostki było odpowiedzią na falę terroryzmu, która ówcześnie zalała zachodnią część Europy. Radziecka władza uznała, że także będzie potrzebować siły zdolnej przeciwstawić się terrorowi. Przy formowaniu oddziału niezwykle pomocne okazały się badania nad doświadczeniami jednostek pochodzących ze Stanów Zjednoczonych Ameryki, Wielkiej Brytanii, tzw. Niemiec Zachodnich (GSG 9) oraz Izraela. Grupa swoją grecką nazwę zawdzięcza zachodnim analitykom bezpieczeństwa państwowego, którzy w 1991 roku odczytywali kodowe znaczenie jednostki według alfabetu fonetycznego NATO jako Alfa.

## Działalność podstawowa
Zarząd A CSP FSB FR jest przygotowany do prowadzenia działalności antyterrorystycznej, zwalczania niebezpiecznych uzbrojonych przestępców, chwytania szpiegów, ochrony kluczowych instalacji państwowych, uwalniania zakładników, ochrony osobistej i innych. Na terytorium Federacji dość często wykonuje operacje bojowe przeciwko ekstremistom muzułmańskim. W ZSRR grupa brała udział w Operacji Sztorm 333, w OKSWA, osłonie przeciwterrorystycznej IO w Moskwie, w pacyfikacji buntów w więzieniach oraz w obozach karnych podległych Ministerstwu Spraw Wewnętrznych ZSRR, chwytaniu porywaczy samolotów chcących uciec do Pierwszego Świata i wielu innych działaniach.

## Członkowie formacji i jej kierownictwo
Nazwa wzięła się od słowa antiterror. W skład grupy wchodziło w połowie lat 90 XX w. 550-600 żołnierzy / funkcjonariuszy zakwaterowanych w Moskwie, Jekaterynburgu, Krasnodarze oraz Chabarowsku (w ZSRR jednostka miała filie w kilku największych miastach, stolicach Republik Radzieckich, z których później ewoluowały narodowe jednostki typu uwalniania zakładników np. ukraińska „Galaktika” dzisiejsza CSO SBU, niemniej główna siedziba mieści się w ośrodku Bałaszycha II pod Moskwą, w dawnej szkole KGB, gdzie szkolono Brygady Międzynarodowe). Wiele razy odegrała istotną rolę we współczesnej Rosji.
Jurij Andropow, Przewodniczący Komitetu Bezpieczeństwa Państwowego (ros. KGB), powołał jednostkę nazwaną Grupą „A” w PGU KGB później przenosząc ją do Oddziału V Zarządu VII (ds. inwigilacji i pracy poszukiwawczej) Komitetu Bezpieczeństwa Państwowego. Pierwszym Dowódcą Grupy A został generał major Witalij Bubienin z Pogranicznych Wojsk KGB, weteran Konfliktu nad Ussuri. Obecnie, jako Zarząd A (ds. zwalczania terroru i uwalniania zakładników) wchodzi w skład Federalnej Służby Bezpieczeństwa FR, współtworząc Centrum Specjalnego Przeznaczenia FSB FR wraz z „Wympiełem” (pochodzącym także z dawnego KGB) i innymi komórkami organizacyjnymi. Reforma sił specjalnych FSB z 1998 roku dotyczyła m.in. utworzenia wspólnej logistyki, sił wsparcia i dowodzenia dla „Alfy” i „Wympieła”.
Obecnym Naczelnikiem Zarządu A CSP FSB FR jest płk FSB FR Kiryłł Kurnosow.

## Zasady przyjęcia
Kandydaci ubiegający się o przyjęcie do Zarządu A muszą posiadać predyspozycje do takiej służby. Niezbędna jest: kategoria zdrowia A, nie mniej niż 25 lat, zaliczenie testów psychologicznych, duża sprawność fizyczna i kondycja. Podczas procesu rekrutacyjnego ocenia się umiejętność pływania, posiadane prawo jazdy, kurs spadochronowy, umiejętności strzeleckie, umiejętność sztuk walki, znajomość języków obcych, umiejętność wspinaczki, ratownictwa i innych poszukiwanych umiejętności. Komandosi są szkoleni m.in. pod kątem posługiwania się bronią oraz środkami transportu. Oddział tworzą specjaliści w strzelectwie wyborowym, alpiniści, minerzy, płetwonurkowie, radiooperatorzy, psycholodzy, negocjatorzy i inni. W związku z tym, że w grupie są potrzebne osoby ogólnie sprawne fizycznie, rekrutujący kandydatów nie wymagają bardzo wysokiego wzrostu i bardzo atletycznej budowy. Nabór odbywa się spośród żołnierzy, ż. rezerwy, funkcjonariuszy służb FR. W oddziale nie można odbyć zasadniczej służby wojskowej.

Oznaka rozpoznawcza Zarządu A

## Wycinek działalności na obszarze Rosji
Grupa Alfa na terenie rozpadającego się ZSRR oraz tworzącej się Federacji Rosyjskiej zaistniała publicznie dzięki trzem ważnym działaniom mającym oddziaływanie polityczne: opanowaniu wieży telewizyjnej w Wilnie w styczniu 1991 r., szturmie na parlament Republiki Rosyjskiej broniony przez Borysa Jelcyna, w sierpniu 1991 r. oraz zdobyciu tego budynku (Biełyj Dom), o który walczył wiceprezydent Aleksandr Ruckoj, w październiku 1993 r.